# Sainte-Colombe-sur-Gand
Sainte-Colombe-sur-Gand är en kommun i departementet Loire i regionen Auvergne-Rhône-Alpes i centrala Frankrike. Kommunen ligger i kantonen Néronde som tillhör arrondissementet Roanne. År 2022 hade Sainte-Colombe-sur-Gand 386 invånare.

## Befolkningsutveckling
Antalet invånare i kommunen Sainte-Colombe-sur-Gand
| Referens: INSEE |